# Iglesia de Notre-Dame-de-Liesse

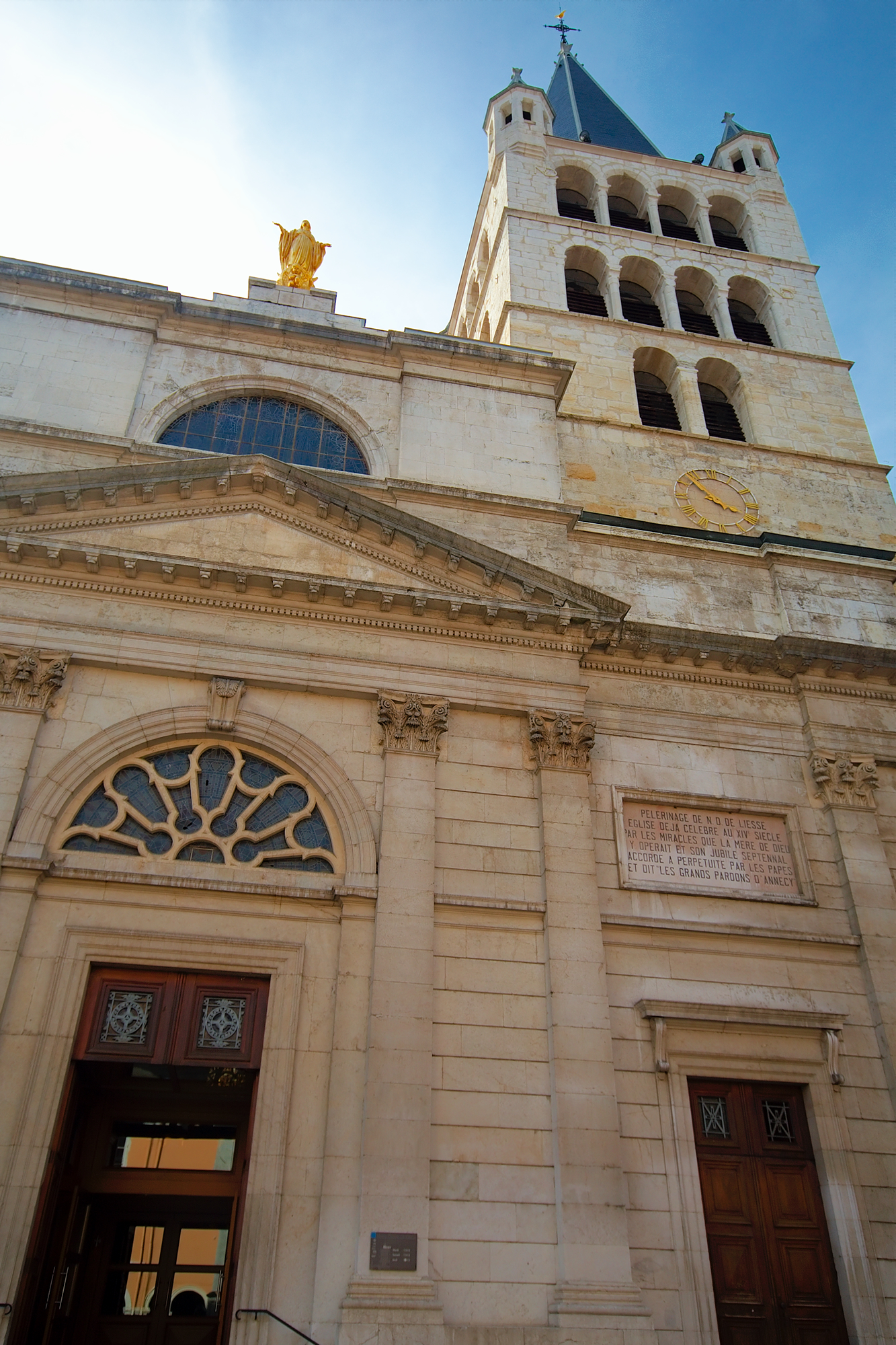
Fachada de Iglesia de Notre-Dame-de-Liesse

La iglesia Notre-Dame-de-Liesse de Annecy, es una iglesia católica francesa, ubicada en la comuna de Annecy, del departamento de la Alta Saboya.

## Historia
Fundada y construida en la segunda parte del siglo XIV por los condes de Ginebra Amadeo III y Roberto, la iglesia Notre-Dame de Liesse se construyó sobre la localización de un antiguo oratorio y aquel a su vez sobre un lugar medieval en la proximidades de un hospital medieval. El sitio presentaba entonces un marcado carácter religioso. Los orígenes antiguos de este santuario religioso eran conocidos como un modesto oratorio a la Virgen María citado en manuscritos desde el siglo XI. Pero la verdadera fundación de Notre-Dame-de-Liesse data de 1360, gracias al Conde Amadeo III de Ginebra que deseaba hacer de esta nueva iglesia la necrópolis de su nisaga. El conde Roberto continuó la construcción que quedó terminada en 1394. El santuario se consagró en 1398.
En 1793, el coro fue destruido por voluntad de la municipalidad revolucionaria con la intención de hacer sitio para un "plaza de la libertad" propia para acoger grandes concentraciones populares. El lugar se convirtió a principios del siglo XIX en el centro de la vida política de Annecy, en torno al "árbol de la libertad". Ante la iglesia, se conserva una gran plaza. Rodeada de cafés y de tiendas, denominada "Notre-Dame", afirma su vocación de ágora política y social. Hasta 1854, mantuvo un mercado de verduras, huevos y quesos, hasta su transferencia a la calle Santa-Clara, donde sigue estando. En 1859 el ayuntamiento de Amado Levet, instaló una fuente en obelisco, con unos leones y tortugas.
Después del retorno en 1815, del departamento francés de Mont-Blanc perteneciente a la casa de Saboya, las parroquias fueron restablecidas y las iglesias reconstruidas. La iglesia actual fue construida entre 1846 y 1851 sobre el santuario primitivo muy estropeado del que conservó ciertos elementos : el campanario del s.XIV y una ventanal gótico del muro sur. La iglesia tiene forma de cruz latina, con nave central y laterales con bóvedas llenas, y una cúpula central. Su fachada de tipo neo-clásico Sardo fecha de 1846. Las naves laterales contienen dos altares : el de la izquierda dedicado a San-Francisco-de-Sales y el otro al Rosario. Los pilas bautismales datan de 1852 y el altar mayor de 1854. Un cuadro de Cristo crucificado del siglo XIX goza de protección oficial.

## Las campanas
A punto de ser demolido como la mayoría de los campanarios de Annecy, el campanario del s.XIV de esta iglesia solo perdió su cúpula en flecha y sus torres.  La decana hecha en 1655 suena siempre en cada ángelus, fue fundida por Aubry y pesa 400 kilos. La más pequeña de cincuenta kilos, hecha en 1699, ya no se utiliza. Otra campana de 1606 es mencionada en los archivos. Otras dos campanas, hoy desaparecidas fueron fundidas por Louis Léonard de Morteau en 1768. La más grande pesaba entonces 11.380 libras. La Fundición Paccard supo marcar su huella en este campanario. La mayor, llamada "La Salésienne" en honor a San Francisco de Sales pesa más de cinco toneladas y fue fundida en 1878. Otra campana, de dimensiones más modestas (una tonelada) que acompaña a sus hermanas, fue fundida en 1891, año de la célebre Savoyarde de París. Una campana del siglo XVII goza de protección oficial.